# Frank Walton Gould
Frank Walton Gould (1913 - 1981) va ser un botànic i agrostòleg nord-americà.
Va ser un destacat especialista en pastures de la Texas A&M University, fins a retirar-se com a Professor Distingit Emèrit en Sistemàtica de gramínies.

## Algunes publicacions
- Evolution and Systematics of the Gramineae: The Twenty-Sixth Systematics Symposium. Annals of the Missouri Botanical Garden 68(1): 4
- 1940, 1993. Grasses of the Southwestern United States. Ed. Univ Arizona. ISBN 0-8165-0406-7
- A Key to the Genera of Mexican Grasses. 46 pàg.
- Gould, FW; TW Box. 1965. Grasses of the Texas Coastal Bend: Calhoun, Refugi, Aranas, Sant Patricio and northern Kleberg Counties. Ed. Texas A&M University Press. 186 pàg.
- 1975. The Grasses of Texas. Ed. Texas A&M University Press, College Station. 664 pàg. ISBN 1-58544-006-X
- 1978. Common Texas Grasses: An Illustrated Guide. Ed. Texas A&M University Press. 267 pàg. ISBN 0-89096-058-5
- Gould, FW.; M. Reid. 1981. The grasses of Baixa Califòrnia, Mèxic. 140 pàg.
- Gould, FW; RB Shaw. 1983. Grass Systematics. Ed. Texas A & M University Press,, College Station. 635 pàg. ISBN 0-89096-145-X